# Gernot Endemann

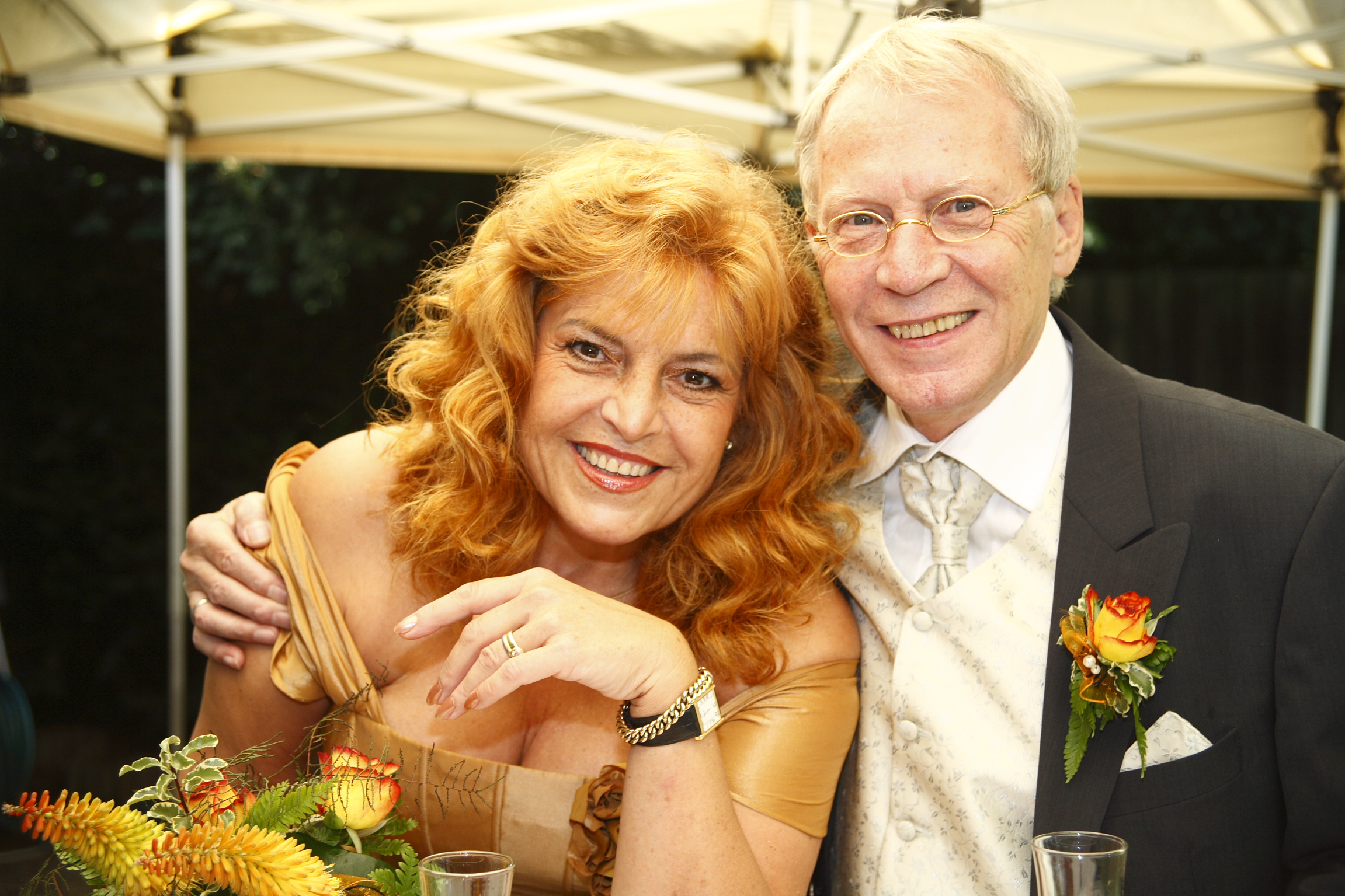
Gernot Endemann mit Ehefrau Sabine Schmidt-Kirchner, 2010

Gernot Endemann (* 24. Juli 1942 in Essen; † 29. Juni 2020 in Hannover) war ein deutscher Schauspieler und Hörspiel- und Synchronsprecher.

## Leben
Gernot Endemann absolvierte nach der Schule eine kaufmännische Lehre. Danach ließ er sich an der Essener Folkwang-Hochschule drei Jahre lang zum Schauspieler ausbilden.

## Karriere

### Bühne
Zunächst wirkte er als Bühnenschauspieler unter anderem am Theater Oberhausen, am Stadttheater Rheydt, an den Bühnen der Stadt Köln und am Hamburger Ernst-Deutsch-Theater. Im Jahr 1966 spielte er Peterchen im Weihnachtsmärchen Peterchens Mondfahrt am Theater Bremen. Bis 1984 war er an den Hamburger Kammerspielen tätig, an denen er Beckmann in Draußen vor der Tür verkörperte.

### Fernsehen
Von Regisseur John Olden wurde Endemann für das Fernsehen entdeckt. Er spielte in vielen Fernsehfilmen mit. Einem größeren Publikum wurde er ab 1965 durch seine Rolle in der Serie Die Unverbesserlichen als Sohn Rudi der von Inge Meysel verkörperten Käte Scholz bekannt. 1974 spielte er in der erfolgreichen Vorabendserie Die Grashüpfer das deutsche Fliegerass Hans Meister. Ab 1978 war er in der Sesamstraße in den Einspielern um die Taxifahrerfamilie Sauer der Familienvater. Von 1986 bis 1998 war er in den Rahmenhandlungen der Sesamstraße als Schorsch zu sehen, zuerst zusammen mit Hildegard Krekel, später mit Kirsten Sprick.

### Hörspiel
Gernot Endemann sprach auch in zahlreichen Hörspielen. In der Serie Commander Perkins verkörperte er den Major Hoffmann. Bei Die drei ??? sprach er in 10 Folgen mit (u. a. als Sonny Elmquist in Die drei ??? und der Karpatenhund), bei TKKG in 8 Folgen.

## Familie
Endemann war mit der Schauspielerin Reinhilt Schneider verheiratet. Das Paar hat zwei gemeinsame Söhne: Jannik Endemann ist ebenfalls Hörspiel- und Synchronsprecher, Till Endemann ist als Regisseur und Autor in der Filmbranche tätig. Mit seiner zweiten Ehefrau, der französischen Schauspielerin Jocelyne Boisseau, hat Endemann zwei Kinder; seine Tochter Alicia Endemann ist Schauspielerin, Sängerin und Synchronsprecherin. Ab 2009 war er mit seiner Schauspielerkollegin Sabine Schmidt-Kirchner verheiratet und lebte mit ihr in Hannover.
Gernot Endemann starb am 29. Juni 2020 im Alter von 77 Jahren.

## Filmografie

### Kino
- 1969: Herzblatt oder Wie sag ich’s meiner Tochter?
- 1969: Die Engel von St. Pauli
- 1970: Das gelbe Haus am Pinnasberg
- 1970: Unter den Dächern von St. Pauli
- 1972: Willi wird das Kind schon schaukeln
- 1976: Brüll den Teufel an (Shout at the Devil)
- 1999: Long Hello & Short Goodbye
- 2005: Kometen
- 2005: Das Lächeln der Tiefseefische

### Fernsehen (Auswahl)
- 1965–1971: Die Unverbesserlichen
- 1966: Jugendprozeß
- 1967: Polizeifunk ruft – Mord im Lehrlingsheim
- 1968: Dem Täter auf der Spur – Schrott
- 1968: Polizeifunk ruft – Die große Chance
- 1969: Sie schreiben mit – Der Liebesbrief
- 1970: Gedenktag
- 1972: Einmal im Leben – Geschichte eines Eigenheims
- 1972: Jan Billbusch (Serie)
- 1972: Tatort – Wenn Steine sprechen
- 1973: Fußballtrainer Wulff (TV-Serie)
- 1973: Tatort – Cherchez la Femme oder die Geister vom Mummelsee
- 1973: Sechs unter Millionen (Serie)
- 1974: Hamburg Transit – Die Postlady
- 1974–1982: Die Grashüpfer
- 1974: Die Kriegsbraut
- 1975: Schließfach 763
- 1976: Feinde
- 1975–1976 PS – Geschichten ums Auto
- 1976: Derrick (Serie) – Kalkutta
- 1977: Zum kleinen Fisch (Serie)
- 1979: Kümo Henriette
- 1981: Manni, der Libero
- 1982: Kreisbrandmeister Felix Martin (Serie)
- 1982: Schwarz Rot Gold – Unser Land (Fernsehserie)
- 1983: Konsul Möllers Erben
- 1983: Mandara
- 1984: Eine Klasse für sich
- 1984: Tatort – Gelegenheit macht Liebe
- 1985: Goldene Zeiten – Bittere Zeiten (Mehrteiler)
- 1985: Tatort – Baranskis Geschäft
- 1985: Gretchens Faust
- 1986–1998: Sesamstraße (als Schorsch)
- 1986: Die Klette
- 1987; Moselbrück (TV-Serie)
- 1987: Der Schrei der Eule
- 1987: Sturmflut
- 1987: Gewitter im Mai
- 1988: Opération Mozart
- 1988: Schwarz Rot Gold – Schwarzer Kaffee
- 1989: Ein Heim für Tiere (Fernsehserie, eine Folge)
- 1992: Mutter und Söhne
- 1994: Briefgeheimnis (Serie)
- 1996: Dr. Stefan Frank – Der Arzt, dem die Frauen vertrauen (Fernsehserie, Folge: Denn sie weiß nicht, was sie tut)
- 1996: Schwarz Rot Gold – Im Sumpf
- 1997: Großstadtrevier – Folge: Jens, 7 Jahre
- 1998: Löwenzahn – Folge: Peter auf dem Deich
- 1998: Mama ist unmöglich – Folge: Ein Mann für Mama
- 1999: Tatort – Habgier
- 2002: Die Hoffnung stirbt zuletzt
- 2003: Hilfe, ich bin Millionär
- 2003: Das Duo – Der Liebhaber
- 2003: Kunden und andere Katastrophen
- 2004: Das falsche Opfer
- 2007: Elvis und der Kommissar – Tod auf Warteliste

## Hörspiele (Auswahl)
- 1976–1980: Commander Perkins (Rolle: Major Peter Hoffmann)
- 1979–2019: Die drei ???
- 1980–2017: TKKG
- 1983 und 1984: Mandara (Hörspiel zur TV-Serie)
- 1983 und 1984: Perry Rhodan (Rolle: Tako Kakuta, Teleporter)
- 1988: Garfield
- 1989: Airwolf (Rolle: Huckleberry Hawke)
- 1999–2007: Fünf Freunde
- 2009–2011 Mark Brandis: Weltraumpartisanen (Rolle: Lt. Konstantin Simopoulos)